# 貫井柚佳
貫井 柚佳（ぬくい ゆか、12月30日 - ）は、日本の女性声優。東京都出身。AIR AGENCY所属。

## 略歴
声優志望の友人とその夢の話をしていく内に、職業としての「声優」を初めて意識し、その気になっていたという。
日本ナレーション演技研究所、AIR AGENCY声優養成所出身。
2018年、テレビアニメ「Back Street Girls」の山本アイリ役で初主演。

## 人物
趣味は歌うこと、料理、食器集め、散歩、猫と戯れること。特技は歌うこと、細かい作業。自分の性格をタフと述べている。

## 出演
太字はメインキャラクター。

### テレビアニメ
2016年
- アクティヴレイド -機動強襲室第八係- 2nd（ナレーション）
- アイカツスターズ!（寺田香奈）
- 斉木楠雄のΨ難（2016年 - 2018年、女子生徒A、女性D、村上章子、看護師、葛西文） - 2シリーズ
- NEW GAME!（2016年 - 2017年、猫耳少女、子供、バイトっ子、女子、岡田 他） - 2シリーズ
- モブサイコ100（女子生徒）
- クレヨンしんちゃん（2016年 - 2017年、女性店員、女子高生）
- クラシカロイド（母）

2017年
- 亜人ちゃんは語りたい（女子生徒）
- 機動戦士ガンダム 鉄血のオルフェンズ （タービンズ女性）
- 風夏（女子生徒）
- クズの本懐（女子B）
- ソード・オラトリア ダンジョンに出会いを求めるのは間違っているだろうか外伝（メリル・ティアー）
- アリスと蔵六（店員、研究員）
- ゲーマーズ!（女生徒A、女生徒、女子生徒A）
- ひなろじ〜from Luck & Logic〜（アナウンス、店員、生徒）
- 18if（女学生、福元佳純）
- Just Because!（高橋早苗）
- クジラの子らは砂上に歌う（ホン、カナエ、ハスムリト）
- 食戟のソーマ 餐ノ皿（2017年 - 2018年、女性客、女性アナウンサー、女性乗務員B） - 2シリーズ

2018年
- スロウスタート（小鹿野真秀）
- たくのみ。（OL2、友達A）
- 宇宙よりも遠い場所（女子生徒、記者）
- からかい上手の高木さん（2018年 - 2022年、小学生の妹、女子中学生A、女子生徒A） - 3シリーズ
- こみっくがーるず（小学生、お天気お姉さん）
- 鹿楓堂よついろ日和（女性客）
- ガンダムビルドダイバーズ（受付）
- ハイスクールD×D HERO（女子、母親、クイーシャ・アバドン）
- ラストピリオド -終わりなき螺旋の物語-（アストレア）
- Back Street Girls -ゴクドルズ-（山本アイリ）
- ハイスコアガール（2018年 - 2019年、クラスメイトA、コギャルA） - 2シリーズ
- はたらく細胞（2018年 - 2021年、赤血球2、マクロファージ1、マクロファージ2、汗腺細胞1） - 2シリーズ
- 転生したらスライムだった件（沢渡美穂）
- やがて君になる（女子生徒、女性スタッフ）
- 抱かれたい男1位に脅されています。（女性スタッフ）
- 叛逆性ミリオンアーサー（2018年 - 2019年、少女、女子学生、水着ギャルB、村人、街人 他） - 2シリーズ
- あかねさす少女（トモヤのファン）
- メルクストーリア -無気力少年と瓶の中の少女-（ピピヒナ、パルティシャン）
- となりの吸血鬼さん（女生徒A）

2019年
- revisions リヴィジョンズ（女子生徒2、女子生徒、母親）
- とある魔術の禁書目録III（娘、少女）
- かぐや様は告らせたい〜天才たちの恋愛頭脳戦〜（2019年 - 2023年、女子生徒A、看護師、火ノ口三鈴） - 3シリーズ + 特別編
- フルーツバスケット（2019年 - 2021年、副委員長） - 3シリーズ
- ぼくたちは勉強ができない（水泳部後輩B） - 2シリーズ
- Dr.STONE（生徒、レポーター）
- 戦姫絶唱シンフォギアXV（アナウンサー）
- まちカドまぞく（2019年 - 2022年、女子、落合） - 2シリーズ
- 通常攻撃が全体攻撃で二回攻撃のお母さんは好きですか?（ルシェラ）
- とある科学の一方通行（清ヶ）
- ダンジョンに出会いを求めるのは間違っているだろうか シリーズ（2019年 - 2020年、娼婦、アマゾ娼婦、スキュラ） - 2シリーズ
- ありふれた職業で世界最強（2019年 - 2022年、ニア） - 2シリーズ
- アイカツフレンズ! 〜かがやきのジュエル〜（国民）
- 慎重勇者〜この勇者が俺TUEEEくせに慎重すぎる〜（女神）
- 星合の空（女子生徒）
- ぬるぺた（モブ、子供たち、バグ、クラスメイトC）
- あひるの空（2019年 - 2020年、女子、小学生の香取、バレー部女子、西条女子生徒、かしの木園の生徒）
- Fairy gone フェアリーゴーン（避難民）
- あんさんぶるスターズ!（明星スバル〈幼少時代〉）

2020年
- ソマリと森の神様（街のおばさん）
- 異種族レビュアーズ（ギニー）
- ダーウィンズゲーム（レインの友人）
- ミュークルドリーミー（2020年 - 2022年、白井はな、ロボ、パソコン部女子、げくん、朝陽〈幼少期・3歳〉） - 2シリーズ
- 白猫プロジェクト ZERO CHRONICLE（子供、白の魔導士C）
- グレイプニル（女収集者）
- A3!（観客）
- Lapis Re:LiGHTs（カップル、生徒、カップル女）
- 炎炎ノ消防隊（2020年 - 2025年、女子生徒、秘書官、キャスター） - 2シリーズ
- とある科学の超電磁砲T（清ヶ）
- ゴールデンカムイ（いご草ちゃん）
- ご注文はうさぎですか? BLOOM（なっちゃん、写真部員〈部長〉）

2021年
- たとえばラストダンジョン前の村の少年が序盤の街で暮らすような物語（一角ウサギ）
- WIXOSS DIVA(A)LIVE（クラスメイトA、女子生徒A）
- ホリミヤ（小学生）
- スケートリーディング☆スターズ（女子テニス部長）
- 無職転生 〜異世界行ったら本気だす〜（2021年 - 2023年、メイド、エリーゼ） - 2シリーズ
- Vivy -Fluorite Eye's Song-（従業員AI、スタッフ1、館内AI、車いすの女の子）
- BLUE REFLECTION RAY/澪（生徒、店員、司会者）
- 86-エイティシックス-（2021年 - 2022年、ミクリ・カイロゥ、レポーター） - 2シリーズ
- ひげを剃る。そして女子高生を拾う。（弟）
- 現実主義勇者の王国再建記（2021年 - 2022年、セリィナ） - 2シリーズ
- 見える子ちゃん（にゃんすけ）
- カードファイト!! ヴァンガード overDress（2021年 - 2022年、スタッフ、観客） - 2シリーズ
- 境界戦機（2021年 - 2022年、高柳アンナ） - 2シリーズ
- 月とライカと吸血姫（群衆の女性）

2022年
- 薔薇王の葬列（女性貴族A、エドワード・オブ・ミドラム）
- ハコヅメ〜交番女子の逆襲〜（市民）
- 舞妓さんちのまかないさん（舞妓、アナウンサー）
- ジョジョの奇妙な冒険 ストーンオーシャン（女囚A）
- 名探偵コナン 警察学校編 Wild Police Story（人質）
- 処刑少女の生きる道（白の少女）
- くノ一ツバキの胸の内（ヒギリ）
- ヒーラー・ガール（病院の人々）
- ドラえもん（テレビ朝日版第2期）（女の子）
- 異世界おじさん（看護師）
- RWBY 氷雪帝国（イバラ）
- はたらく魔王さま!!（2022年 - 2023年、主婦、古谷加奈子） - 2シリーズ
- 後宮の烏（宮女B、小翠 / 班鶯女）
- クールドジ男子（店員、女子高生）
- 恋愛フロップス（AIキャスター）
- 陰の実力者になりたくて!（ミリア）
- 忍の一時（佐村河内曼陀羅）
- 機動戦士ガンダム 水星の魔女（2022年 - 2023年、メイジー・メイ） - 2シリーズ

2023年
- シュガーアップル・フェアリーテイル（アン・ハルフォード） - 2シリーズ
- お隣の天使様にいつの間にか駄目人間にされていた件（女子生徒、女子大生）
- あやかしトライアングル（女子）
- 山田くんとLv999の恋をする（イベントアナウンス、生徒）
- 絆のアリル（ノエル） - 2シリーズ
- 贄姫と獣の王（キュク）
- 七つの魔剣が支配する（ナナオ＝ヒビヤ）
- SYNDUALITY Noir（2023年 - 2024年） - 2シリーズ
- オーバーテイク!（女の子、ファンの女の子）
- 新しい上司はど天然（紺野）

2024年
- 姫様“拷問”の時間です（生地、胃）
- 悪役令嬢レベル99 〜私は裏ボスですが魔王ではありません〜（娘、女子、女子生徒、メイド、フィル）
- 異修羅（救貧院の子供）
- 月が導く異世界道中 第二幕（アルエレメラ・王）
- 花野井くんと恋の病（クラスメイト）
- バーテンダー 神のグラス（スタッフ）
- 2.5次元の誘惑（マギノ）
- なぜ僕の世界を誰も覚えていないのか?（ラスタライザB）
- 異世界失格（村人）
- 魔法使いになれなかった女の子の話（ミカーナ＝フルーティー）
- 村井の恋（少年村井）
- やり直し令嬢は竜帝陛下を攻略中（スフィア・デ・ベイル）
- 魔王2099（エレキレイト）
- ソードアート・オンライン オルタナティブ ガンゲイル・オンラインII（クララ）
- きのこいぬ（同窓生の子供たち）

2025年
- ハニーレモンソーダ（及川多央）
- SAKAMOTO DAYS（女子生徒、司会）
- 男女の友情は成立する?（いや、しないっ!!）（榎本凛音）
- 黒執事 -緑の魔女編-（メグ）
- 9-nine- Ruler’s Crown（玖方女子）
- 人妻の唇は缶チューハイの味がして（神崎美紀） - オンエア版
- 矢野くんの普通の日々（吉田清子）

2026年
- 透明男と人間女〜そのうち夫婦になるふたり〜（夜香しずか）

### 劇場アニメ
2010年代
- 劇場版アイカツスターズ!（2016年、寺田）
- 劇場版 はいからさんが通る 前編 〜紅緒、花の17歳〜（2017年、女学生）
- 劇場版 ダンジョンに出会いを求めるのは間違っているだろうか -オリオンの矢-（2019年、メリル・ティアー）
- 空の青さを知る人よ（2019年、あかねの同僚）

2020年代
- サイダーのように言葉が湧き上がる（2021年）
- アイの歌声を聴かせて（2021年、炊飯器AI）
- 劇場版プロジェクトセカイ 壊れたセカイと歌えないミク（2025年）

### OVA
- アリス・ギア・アイギス 〜ドキッ！アクトレスだらけのマーメイドグランプリ♡〜（2021年、観客）

### Webアニメ
2010年代
- モンスターストライク（2016年 - 2018年、生徒、毘沙門天、空港アナウンス、ゼフォンの母） - 3シリーズ
- ゼノンザード THE ANIMATION（2019年 - 2020年、ローラ、女子生徒E、ゲストA）
- ガンダムビルドダイバーズRe:RISE（2019年 - 2020年、弓道部員、パネラー、子供） - 2シリーズ
- 斉木楠雄のΨ難 Ψ始動編（2019年、プレイヤーF、女子学生B、女子生徒D、女子生徒B）

2020年代
- 極主夫道（2021年、先生）
- 月曜日のたわわ2（2021年、歓声、同僚、ランジェリーショップ店員、赤ちゃん）
- 風都探偵（2022年、リリィ白銀）
- ラッキーなサファリでおにごっこ!?（2024年、ナース）

### ゲーム
2016年
- 編隊少女 -フォーメーションガールズ-（グリンリー・チェルヌィショヴァ）

2017年
- あくしず戦姫 〜戦場を駆ける乙女たち〜（メッサーシュミットMe163コメート）
- エンドライド -X fragments-（チャコール）
- 天華百剣 -斬-（同田貫正国）

2018年
- モンスターストライク（2018年 - 2025年、ブレーメン、マギノ、モニシナ）
- ダンジョンに出会いを求めるのは間違っているだろうか 〜メモリア・フレーゼ〜（ノエル）

2019年
- ポケモンマスターズ / EX（2019年 - 2024年、シキミ）

2020年
- ラストピリオド -終わりなき螺旋の物語-（アストレア）
- ワールドフリッパー（ハリシャ）
- とある魔術の禁書目録 幻想収束（清ヶ）

2021年
- ジャックジャンヌ（オナカ）

2023年
- アズールレーン（華甲、パンルヴェ）
- ドルフィンウェーブ（アイネス）

2024年
- 逆転オセロニア（ティオ）
- グランブルーファンタジー（ライラ）

2025年
- HUNDRED LINE -最終防衛学園-（第7部隊長ゼンタ）
- To Heartリメイク版(姫川琴音)
- こふんは生きている ーマホロヴァ・クラブの死体さがしー（ハニワくん）

### デジタルコミック
- 社長とあんあん（2017年、上野杏[61]）
- フェンリル母さんとあったかご飯＠COMIC（2020年、クロケット[62]）
- あやかしトライアングル（2020年、月丘ルーシー）
- ギャルかぞく（2021年、成田美月[63]）
- ぱらそる同盟（2021年、木ノ本果林、木ノ本柚子[64]）
- 来世ではちゃんとします（2021年、大森桃子[65]）
- ドМ女子とがっかり女王様（2021年、上井草めい[66]）
- 累々戦記（2021年、桃瀬春子[67]）
- 転生したら悪役令嬢だったので引きニートになります （2022年、アルベルティーナ・フォン・ラティッチェ[68]）

### オーディオドラマ
- 幻獣王の心臓（2017年、西園寺奏[69]）
- 花とつぼみと、きみのこと。（2021年、ナレーター、田宮芽依[70]）
- お見合いしたくなかったので、無理難題な条件をつけたら同級生が来た件について（2021年、雪城愛理沙[71]）
- 怒れる獅子と身代わり花嫁（2023年、マリーベル・ニューマン、イルゼ・ドローレンス[72]）

### 吹き替え
- ウィッチ（トマシン〈アニャ・テイラー＝ジョイ〉）

### 舞台
- 朗読劇『シアター』再演（2024年5月15日 - 26日　シアター風姿花伝)　早川祥子 役

## ディスコグラフィ

### キャラクターソング
| 発売日        | 商品名                              | 歌                                                                             | 楽曲 | 備考                                                             |
| ------------- | ----------------------------------- | ------------------------------------------------------------------------------ | --- | ---------------------------------------------------------------- |
| 2018年8月29日 | ゴクドルミュージック                | ゴクドルズ虹組                                                                 | 「ゴクドルミュージック」                                                                                   | テレビアニメ『Back Street Girls -ゴクドルズ-』オープニングテーマ |
| 2018年8月29日 | ゴクドルミュージック                | ゴクドルズ虹組                                                                 | 「星のかたち」                                                                                             | テレビアニメ『Back Street Girls -ゴクドルズ-』エンディングテーマ |
| 2018年8月29日 | ゴクドルミュージック                | ゴクドルズ虹組                                                                 | 「恋のサカズキ」 「仁義なき恋」 「恋の潰し屋」 「怒ってんの？」 「夢のシマへ」 「宇宙級の愛」 「愛の懲役」 | テレビアニメ『Back Street Girls -ゴクドルズ-』挿入歌             |
| 2020年4月29日 | 百華繚乱 弐                         | 安芸国佐伯荘藤原貞安（前田玲奈）、大三原（高槻かなこ）、同田貫正国（貫井柚佳） | 「おめかし*夢見し*恋拍子」                                                                                 | ゲーム『天華百剣 -斬-』関連曲                                    |
| 2022年7月6日  | くノ一ツバキの胸の内 あかね組音楽集 | ヒギリ（貫井柚佳）、スズシロ（高田憂希）、ハス（佳原萌枝）                     | 「あかね組活動日誌 ～辰班～」                                                                              | テレビアニメ『くノ一ツバキの胸の内』エンディングテーマ           |
| 2022年7月6日  | くノ一ツバキの胸の内 あかね組音楽集 | あかね組ねうしとらうたつみうまひつじさるとりいぬい                             | 「あかね組活動日誌 ～ねうしとらうたつみうまひつじさるとりいぬい大集合！～」                                | テレビアニメ『くノ一ツバキの胸の内』エンディングテーマ           |

## ライブ・イベント

### 合同ライブ
| 出演日        | タイトル                        | 会場                   |
| ------------- | ------------------------------- | ---------------------- |
| 2018年12月9日 | Gravity LIVE! LIVE! LIVE! Vol.5 | Zher the ZOO（東京都） |

### シリーズ一覧
1. ↑  第1期（2016年）、第2期（2018年）
2. ↑  第1期（2016年）、第2期『NEW GAME!!』（2017年）
3. ↑  前半『餐ノ皿』（2017年）、後半『餐ノ皿 遠月列車篇』（2018年）
4. ↑  第1期（2018年）、第2期『2』（2019年）、第3期『3』（2022年）
5. ↑  第1期（2018年）、第2期『II』（2019年）
6. ↑  第1期（2018年）、第2期『はたらく細胞!!』（2021年）
7. ↑  第1シーズン（2018年）、第2シーズン（2019年）
8. ↑  第1期（2019年）、第2期『？』（2020年）、第3期『ウルトラロマンティック』（2022年）、特別編『ファーストキッスは終わらない』（2023年）
9. ↑  第1期『1st season』（2019年）、第2期『2nd season』（2020年）、第3期『The Final』（2021年）
10. ↑  第1期（2019年）、第2期『！』（2019年）
11. ↑  第1期（2019年）、第2期『2丁目』（2022年）
12. ↑  第2期『II』（2019年）、第3期『III』（2020年）
13. ↑  『1st season』（2019年）、『2nd season』（2022年）
14. ↑  第1期（2020年 - 2021年）、第2期『みっくす！』（2021年 - 2022年）
15. ↑  第2期『弐ノ章』（2020年）、第3期『参ノ章』第1クール（2025年）
16. ↑  第1期第1クール（2021年）、第2期『無職転生 II 〜異世界行ったら本気だす〜』（2023年）
17. ↑  第1クール（2021年）、第2クール（2021年 - 2022年）
18. ↑  第一部（2021年）、第二部（2022年）
19. ↑  Season2（2021年）、続編『will+Dress』Season1（2022年）
20. ↑  第一部（2021年）、第二部（2022年）
21. ↑  1st Season（2022年）、2nd Season（2023年）
22. ↑  Season1（2022年）、Season2（2023年）
23. ↑  第1クール（2023年）、第2クール（2023年）
24. ↑  ファーストシーズン（2023年）、セカンドシーズン（2023年）
25. ↑  第1クール（2023年）、第2クール（2024年）

### ユニットメンバー
1. ↑  アイリ（貫井柚佳）、マリ（前田佳織里）、チカ（赤尾ひかる）
2. ↑  ツバキ（夏吉ゆうこ）、サザンカ（根本京里）、アサガオ（鈴代紗弓）、リンドウ（小原好美）、ベニスモモ（山根綺）、ミズバショウ（石見舞菜香）、トウワタ（富田美憂）、ウイキョウ（朝日奈丸佳）、キキョウ（田中美海）、モクレン（羊宮妃那）、ツワブキ（広瀬ゆうき）、ホウセンカ（河野ひより）、シオン（長谷川育美）、スズラン（遠野ひかる）、アジサイ（古賀葵）、フキ（南真由）、イタドリ（七瀬彩夏）、ウメ（和多田美咲）、ヒギリ（貫井柚佳）、スズシロ（高田憂希）、ハス（佳原萌枝）、ドクダミ（川井田夏海）、アオギリ（小市眞琴）、シャクヤク（土屋李央）、スミレ（ファイルーズあい）、アザミ（朝井彩加）、タンポポ（井上ほの花）、タチアオイ（市ノ瀬加那）、ヒグルマ（峯田茉優）、ハギ（近藤玲奈）、カゲツ（会沢紗弥）、ホトトギス（幸村恵理）、ムクゲ（伊藤彩沙）、ヒナギク（高野麻里佳）、キブシ（長縄まりあ）、オニユリ（大地葉）